# Nef (Schiffstyp)

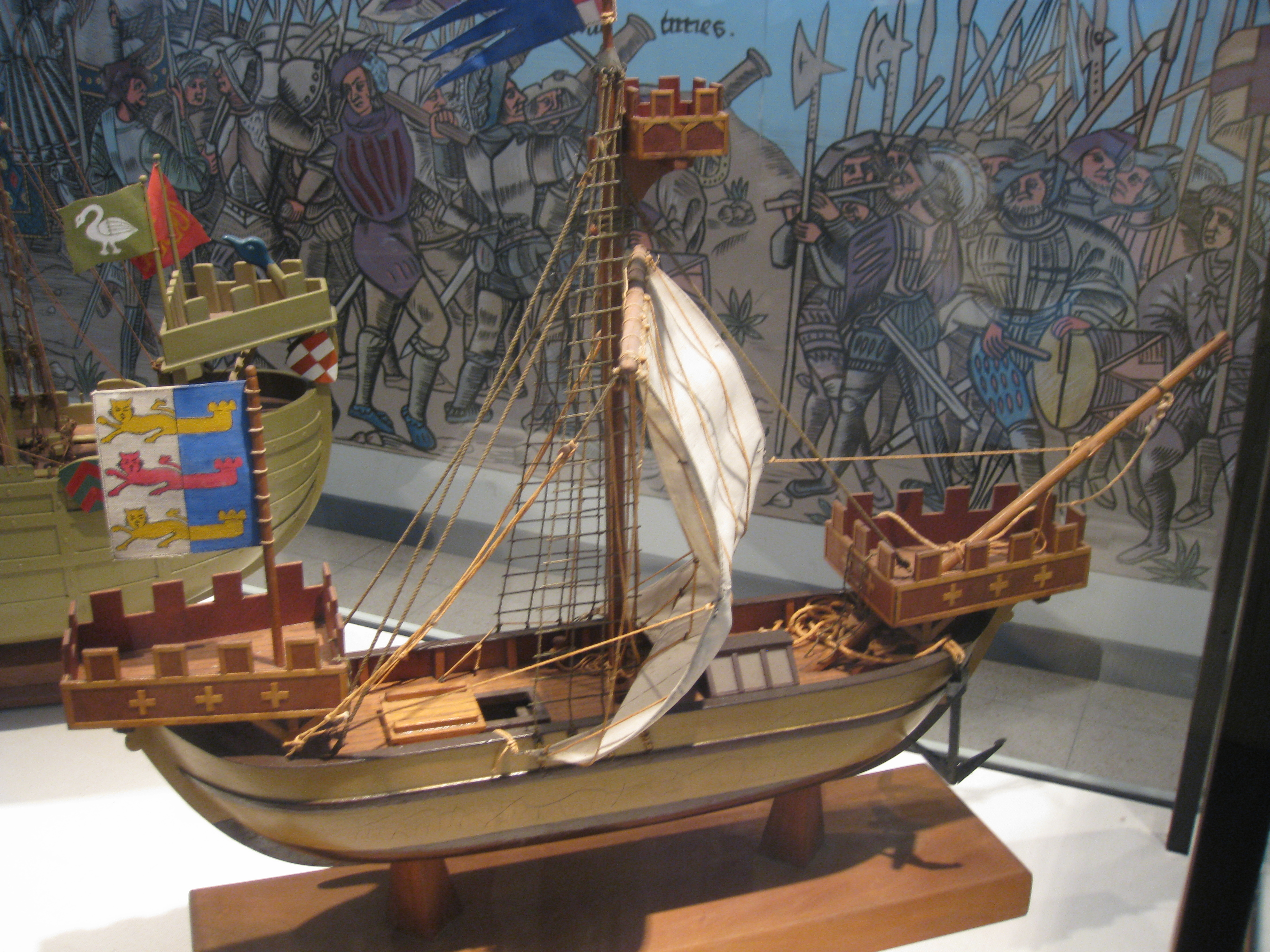
Modell einer Nef im National Maritime Museum, Israel

Das  Nef, altertümlich auch Naves, Cinque-Port-Schiff oder zur deutlicheren Abgrenzung von der allgemeinen französischen Bezeichnung Nef für Schiff, auch Normannisches Nef genannt, bezeichnet einen einmastigen Handelsschiffstyp, der im Mittelalter vom 11. bis zum 13. Jahrhundert vor allem an Westeuropäischen Küsten und bei dem südenglischen Städtebund, den Cinque Ports, sehr verbreitet war. Allgemein bekannt ist das Nef durch Darstellungen auf Stadtsiegeln, der Abbildung von Kreuzfahrerflotten und der möglichen Abbildung früher Nef-Typen auf dem Teppich von Bayeux.
Auf mittelalterlichen Abbildungen ist der Schiffstyp als reines Segelschiff durch die fehlenden Riemen relativ leicht von Wikingerschiffen wie der Knorr oder dem Langschiff zu unterscheiden.

## Verbreitung und Einsatz
Ursprünglich aus Westeuropa stammend war der Schiffstyp des Nefs als Frachtschiff, Handelsschiff und Truppentransporter im gesamten europäischen Raum verbreitet. Aufgrund ihrer ähnlichen Segeleigenschaften wurde das Nef im 13. Jahrhundert auch gerne in Flottenverbänden zusammen mit der aufkommenden Kogge eingesetzt. Beide Typen, Nef und Kogge, stellten schwere Lastschiffe dar, deren Bedarf sich aus dem verstärkt aufkommenden Handel mit Massengütern – wie Wein aus Westfrankreich – ergab und die in Folge von allen europäischen Nationen der atlantischen Küste übernommen worden sind.
Der älteste schriftliche Beleg für diesen Schiffstyp existiert zu der Eroberung von Lissabon im Jahre 1147 durch eine Kreuzfahrerflotte. Wie weit verbreitet der Schiffstyp im Mittelalter spätestens ab dem 12. Jahrhundert war, bezeugt auch die Vielzahl erhaltener Nefsiegel. Stadtsiegel, die Abbildungen von Nefs zeigen, existieren zum Beispiel von La Rochelle (1308), Lübeck (1230), Sandwich (1238), Dunwich (1269), Dover (1281), Pool (1315), Yarmouth (1280) und San Sebastian (1335).
Wilhelm der Eroberer setzte 1066 vermutlich auch frühe Schiffe dieser Bauart (noch ohne Kastelle) bei seiner Landung in Britannien ein. Sicher belegt ist, dass während der Kreuzzüge Nefs häufig auch als Kreuzfahrerschiffe benutzt wurden. Beispielsweise bestand das Geschwader von Richard Löwenherz bei seinem Kreuzzug nach Palästina aus dreiunddreißig Nefs. So kamen auch die Mittelmeerstaaten in Berührung mit diesem Schiffstyp. In der Blütezeit der Nefs wurden diese auch von venezianischen Kaufleuten gebaut und eingesetzt.
In England waren Nefs noch bis ins 13. Jahrhundert weit verbreitet. So bestand zum Beispiel die Flotte, mit der König Heinrich III. von England im Jahr 1242 den königlichen Schatz von England nach Bordeaux bringen ließ, aus dreizehn Nefs, zwei Koggen und einem Schiff unbekannten Typs.

## Entwicklung und Merkmale
Das Nef entwickelte sich wahrscheinlich als Mischtyp aus den Wikingerschiffen, im Speziellen der Knorr und dickbäuchigeren romanischen Schiffstypen. Entstanden ist der frühe Typ des Nef wahrscheinlich in der Region um La Rochelle, um den Bedarf an höheren Frachtkapazitäten zu decken. Allerdings ist sich die Wissenschaft in diesem Punkt uneins, und es gibt auch Stimmen, die behaupten, dass der Schiffstyp in England unter dem Einfluss dänischer und normannischer Einwanderer entstanden sei.
Obwohl zeitlich und örtlich Unterschiede in der Bauweise auftraten, war das Nef nach skandinavischer Schiffsbautradition ein auf Kiel in Klinkerbauweise breit gebautes Schiff. Gegenüber der nordischen Kogge waren gerundete Stevenformen üblich, wie wir sie von normannischen Schiffen kennen. In der Grundkonstruktion ähnelt es mit seinem Rumpf in Klinkerbauweise und dem an Steuerbord angebrachten Seitenruder der Knorr, ist aber deutlich bauchiger als die skandinavischen Vorläufer. Im Gegensatz zu diesen war das Nef mit einem durchgehenden Deck ausgestattet, stieg aber an den Schiffsenden zu den Steven oft steil an.
Der Schiffstyp besaß nur einen Mast mit einem weit ausladenden Rahsegel und keine Riemen. Der Mast war durch Wanten gestützt, die teilweise schon als Leitern ausgelegt wurden.
Beeinflusst durch mediterrane Schiffstypen bekam das Nef ab dem 12. Jahrhundert vorn und hinten aufgeständerte Kastelle, die im Laufe der Zeit beplankt und in den Schiffskörperverband einbezogen wurden. Die Kastelle dienten der besseren Verteidigung des Schiffes und waren meist mit Bogenschützen, Schleudern oder Katapulten bewaffnet. Im 13. Jahrhundert wurde, beeinflusst durch die Kogge, auch bei den Nef zur Steuerung zunehmend das Seitenruder durch das Heckruder ersetzt. Konstruktionsbedingt verschwand damit auch die typisch gerundete Stevenform im Heck des Nef.
Das Verhältnis von Länge über alles zu Breite betrug bei einem Nef in etwa drei zu eins, ein Seitenverhältnis, das wir genauso bei der Kogge und dem wesentlich später verwendeten Schiffstyp der Karracke wiederfinden. Damit war das Nef ein relativ langsames Schiff, dessen merkantiler Vorteil vor allem in der hohen Ladekapazität bestand.
Die Länge eines Nef belief sich in der Regel auf 18 bis 20 m und eine Tonnage von 60 bis 100 Tonnen. Allerdings wurden in Venedig auch Nefs gebaut, deren Länge bis zu 40 m betrug und eine Tonnage von 200 Tonnen erreichten.
Ab dem 13. Jahrhundert wurde das Nef zunehmend durch die Kogge verdrängt. Dennoch übte die Konstruktion entscheidenden Einfluss auf die Entwicklung des Schiffstyps der Nao im 14. Jahrhundert aus.

## Weiterverwendung des Namens im 14. und 15. Jh.
Im ausgehenden 14. und dem 15. Jahrhundert wurde die Bezeichnung Nef, ähnlich wie Nao, allgemein für größere Schiffe mit rundlicher Rumpfform verwendet. Damit bezeichnet wurden dann aber meist bauchige zwei- und dreimastige Handelsschiffe in kraweelbauweise. So wurden italienische, spanische und portugiesische Naos bis hin zu deutschen Holks aufgrund ihrer ähnlichen Grundkonstruktion generalistisch als Nef, Nao oder Naves bezeichnet.